# CONMEBOL Beach Soccer Championship 2019
Il Campionato sudamericano di beach soccer 2019 è stata l'8ª edizione di questo torneo.
La competizione si è svolta dal 28 aprile al 5 maggio 2019 a Rio de Janeiro, in Brasile. Il torneo è stato un evento di qualificazione al Campionato mondiale di beach soccer 2019 ad Asunción, in Paraguay, con le due nazioni finaliste che si sono qualificate, oltre al Paraguay che si è qualificata automaticamente come paese ospitante.
Il Brasile, campione in carica, si è riconfermato vincendo la finale contro l'Uruguay.

## Squadre partecipanti
Di seguito l’elenco delle squadre partecipanti:
- Brasile
- Argentina
- Paraguay
- Uruguay
- Ecuador

- Venezuela
- Colombia
- Cile
- Bolivia
- Perù

## Fase a gironi

### Girone A
| Squadra  | P.ti | G | V | V+ | Vr | P | GF | GS | DR  |
| -------- | ---- | - | - | -- | -- | - | -- | -- | --- |
| Brasile  | 12   | 4 | 4 | 0  | 0  | 0 | 40 | 9  | +31 |
| Uruguay  | 9    | 4 | 3 | 0  | 0  | 1 | 18 | 18 | 0   |
| Colombia | 6    | 4 | 2 | 0  | 0  | 2 | 24 | 25 | -1  |
| Ecuador  | 3    | 4 | 1 | 0  | 0  | 3 | 15 | 26 | -11 |
| Bolivia  | 0    | 4 | 0 | 0  | 0  | 4 | 9  | 28 | -19 |

### Girone B
| Squadra   | P.ti | G | V | V+ | Vr | P | GF | GS | DR  |
| --------- | ---- | - | - | -- | -- | - | -- | -- | --- |
| Paraguay  | 11   | 4 | 3 | 1  | 0  | 0 | 26 | 12 | +14 |
| Argentina | 6    | 4 | 1 | 1  | 1  | 1 | 17 | 21 | -4  |
| Perù      | 5    | 4 | 1 | 1  | 0  | 2 | 21 | 22 | -1  |
| Cile      | 3    | 4 | 1 | 0  | 0  | 3 | 15 | 19 | -4  |
| Venezuela | 0    | 4 | 0 | 0  | 0  | 4 | 15 | 20 | -5  |

## Fase ad eliminazione diretta

### Tabellone
|  | Semifinali | Semifinali | Semifinali |         |         | Finale          | Finale          | Finale          |  |
|  |            |            |            |         |         |                 |                 |                 |  |
|  | Paraguay   | Paraguay   | 3          |         |         |                 |                 |                 |  |
|  | Paraguay   | Paraguay   | 3          |         |         |                 |                 |                 |  |
|  | Uruguay    | Uruguay    | 4          |         |         |                 |                 |                 |  |
|  | Uruguay    | Uruguay    | 4          |         | Uruguay | Uruguay         | 1               |                 |  |
|  |            |            |            |         | Uruguay | Uruguay         | 1               |                 |  |
|  |            |            | Brasile    | Brasile | 10      |                 |                 |                 |  |
|  | Brasile    | Brasile    | Brasile    | Brasile | 10      | 9               |                 |                 |  |
|  | Brasile    | Brasile    |            |         |         | 9               |                 |                 |  |
|  | Argentina  | Argentina  | 3          |         |         | Finale 3º posto | Finale 3º posto | Finale 3º posto |  |
|  | Argentina  | Argentina  | 3          |         |         |                 |                 |                 |  |
|  |            |            |            |         |         |                 |                 |                 |  |
|  |            |            |            |         |         | Paraguay        | Paraguay        | 6               |  |
|  |            |            |            |         |         | Paraguay        | Paraguay        | 6               |  |
|  |            |            |            |         |         | Argentina       | Argentina       | 5               |  |

|  | Finale 5º posto |   |
|  |                 |   |
|  | Colombia        | 5 |
|  | Colombia        | 5 |
|  | Perù            | 6 |
|  | Perù            | 6 |

|  | Finale 7º posto |   |
|  |                 |   |
|  | Ecuador         | 5 |
|  | Ecuador         | 5 |
|  | Cile            | 6 |
|  | Cile            | 6 |

|  | Finale 9º posto |   |
|  |                 |   |
|  | Bolivia         | 6 |
|  | Bolivia         | 6 |
|  | Venezuela       | 4 |
|  | Venezuela       | 4 |

## Campione
BRASILE
(7º titolo)

## Squadre qualificate al campionato mondiale
Le seguenti squadre si sono qualificate al Campionato mondiale di beach soccer 2019:
| Qualificate | Pres. | Ult. | Miglior risultato                       |
| ----------- | ----- | ---- | --------------------------------------- |
| Paraguay    | 4ª    | 2017 | Quarti di finale (2017)                 |
| Brasile     | 10ª   | 2017 | Campione (2006, 2007, 2008, 2009, 2017) |
| Uruguay     | 6ª    | 2009 | Secondo posto (2006)                    |